# アトッサ (小惑星)
アトッサ (810 Atossa) は小惑星帯の小惑星である。ドイツの天文学者マックス・ヴォルフがハイデルベルクのケーニッヒシュトゥール天文台で発見した。
大キュロスの娘でダレイオス1世の妻であった、アケメネス朝ペルシア帝国の女王アトッサにちなんで命名された。